# Davis Webb
Davis Matthew Webb (* 22. Januar 1995 in Prosper, Texas) ist ein ehemaliger US-amerikanischer American-Football-Spieler in der National Football League (NFL). Er spielte für die New York Giants, die New York Jets und die Buffalo Bills als Quarterback.

## Highschool
Webb ging in seiner Geburtsstadt auf die Prosper High School und führte seine Schule als Starting-Quarterback zur District-Meisterschaft und in das Texas-Championship-Halbfinale. In dieser Zeit sammelte Webb auch mehrere All-Team-Auszeichnungen des Bundesstaates Texas. Bis zum Ende seiner Highschool-Zeit kam Webb auf 2.658 Passing Yards, 589 Rushing Yards und 36 Touchdowns.

## College
Im Jahr 2013 sicherte sich die Texas Tech University Webbs Unterschrift. Insgesamt spielte Webb drei Jahre für die Texas Tech Red Raiders. Im ersten Jahr war er noch Backup-Quarterback, auch weil er durch eine Krankheit vor der Saison 20 Kilogramm an Gewicht verlor. Starting-Quarterback war derweil Baker Mayfield, der 2018 an erster Stelle des NFL-Drafts von den Cleveland Browns ausgewählt wurde.
Im darauf folgenden Jahr wurde Webb Starting-Quarterback und warf in den kommenden beiden Spielzeiten Pässe über 2.839 Yards und 26 Touchdowns. In der Saison 2014 war Patrick Mahomes Webbs Ersatz-Quarterback. In der Saison 2015 wurde Webb von Mahomes als Starter auf der Quarterbackposition abgelöst.
Seinen endgültigen Durchbruch schaffte Webb 2016 nach seinem Wechsel an die University of California. In 12 Spielen warf er Pässe über 4.295 Yards und 37 Touchdowns bei 12 Interceptions.

## NFL
Davis Webb wurde im NFL Draft 2017 in der dritten Runde an insgesamt 87. Position von den New York Giants ausgewählt. Er unterschrieb einen Vierjahresvertrag über 3,53 Millionen US-Dollar inklusive Signing-Bonus von knapp 800.000 Dollar. Webb fungierte in der Saison 2017 als dritter Quarterback hinter Eli Manning und Geno Smith und war hauptsächlich im Practice Squad. Im Rahmen der finalen Kaderverkleinerung vor Saisonbeginn auf 53 Spieler wurde Webb 2018 von den Giants entlassen, woraufhin er bei den New York Jets unterschrieb, wo er zunächst im Practice Squad stand. Im März 2019 erhielt er einen Einjahresvertrag bei den New York Jets über 645.000 US-Dollar.
Nachdem er bei den Jets entlassen worden war, nahmen ihn die Buffalo Bills in ihr Practice Squad auf. Am 31. August 2021 wurde Webb im Rahmen der Kaderverkleinerung auf 53 Spieler von den Bills entlassen und am Tag darauf in den Practice Squad aufgenommen. Zur Saison 2022 nahmen die New York Giants Webb unter Vertrag.
Im Februar 2023 beendete Webb seine Spielerkarriere und schloss sich als Quarterback-Coach dem Trainerstab der Denver Broncos an.